# أجيم
أَجِيم أو آجِيم مدينة بجزيرة جربة بالجنوب التونسي. وهي عاصمة معتمدية جربة أجيم، إحدى معتمديات جزيرة جربة الثلاثة.

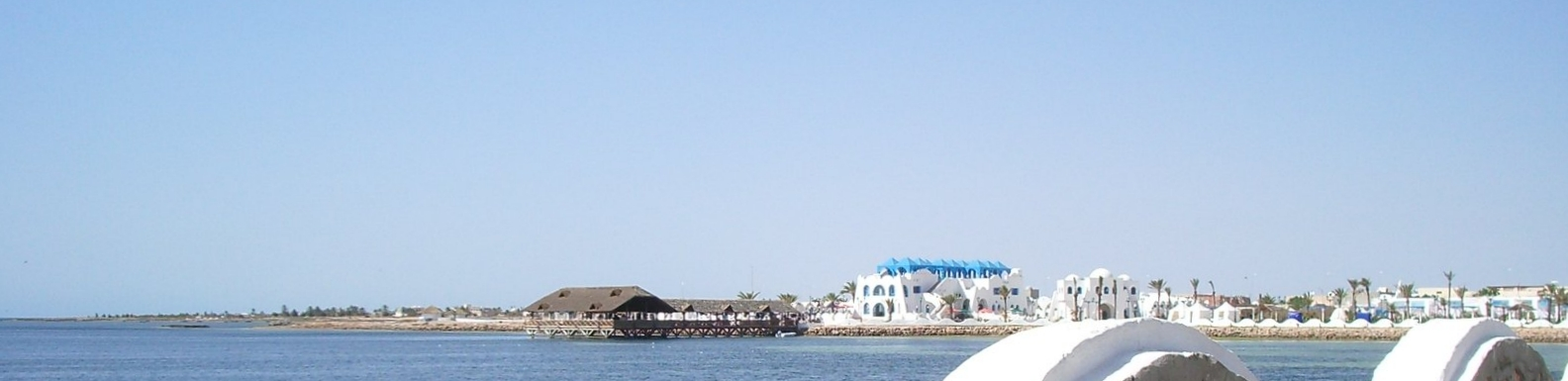
مدينة أجيم كما تظهر من البحر

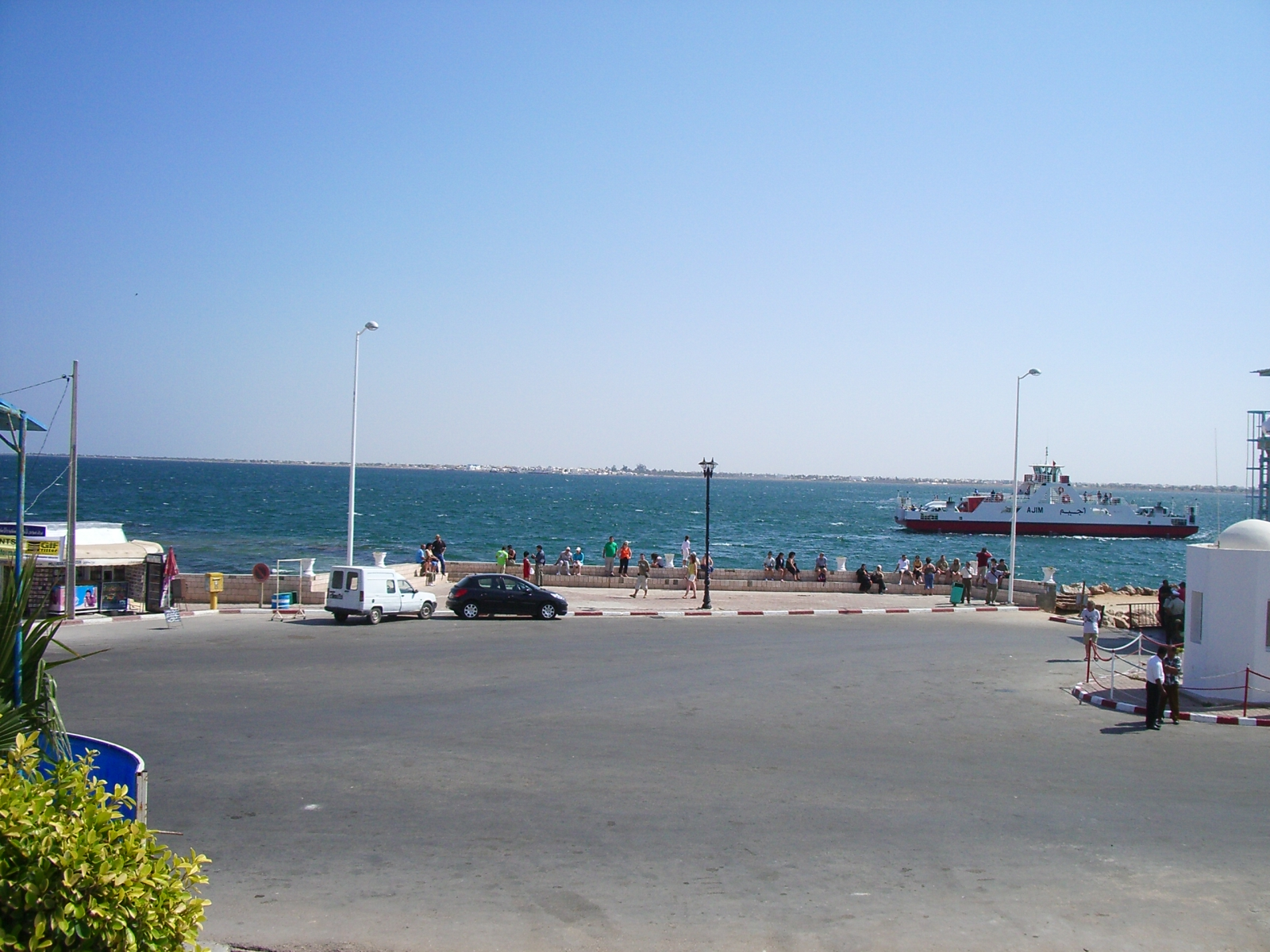
ميناء أجيم حيث البطّاح (عبّارة السيارات)
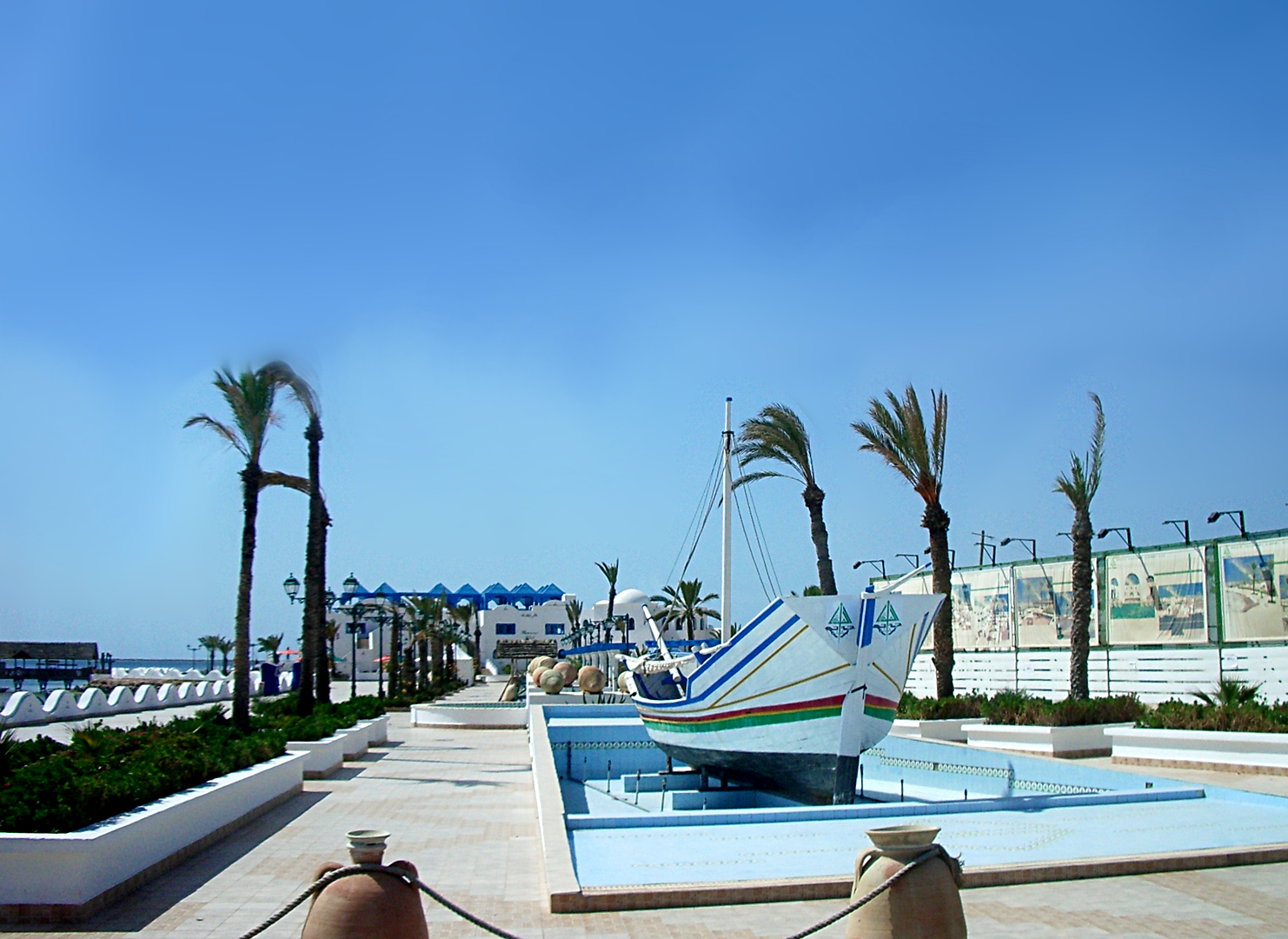
جانب من ميناء أجيم

## مواضيع ذات علاقة
- جربة.
- معتمدية جربة أجيم.
- حومة السوق.
- ميدون.

## وصلات خارجية
- أجيم، موقع تصوير شريط حرب النجوم السينمائي عام 1976.